# Stanley (Idaho)
Stanley es una ciudad ubicada en el condado de Custer en el estado estadounidense de Idaho. En el Censo de 2010 tenía una población de 63 habitantes y una densidad poblacional de 39,3 personas por km². Se encuentra a orillas del río Salmon, el principal afluente del río Snake, a su vez, el principal afluente del Columbia.

## Geografía

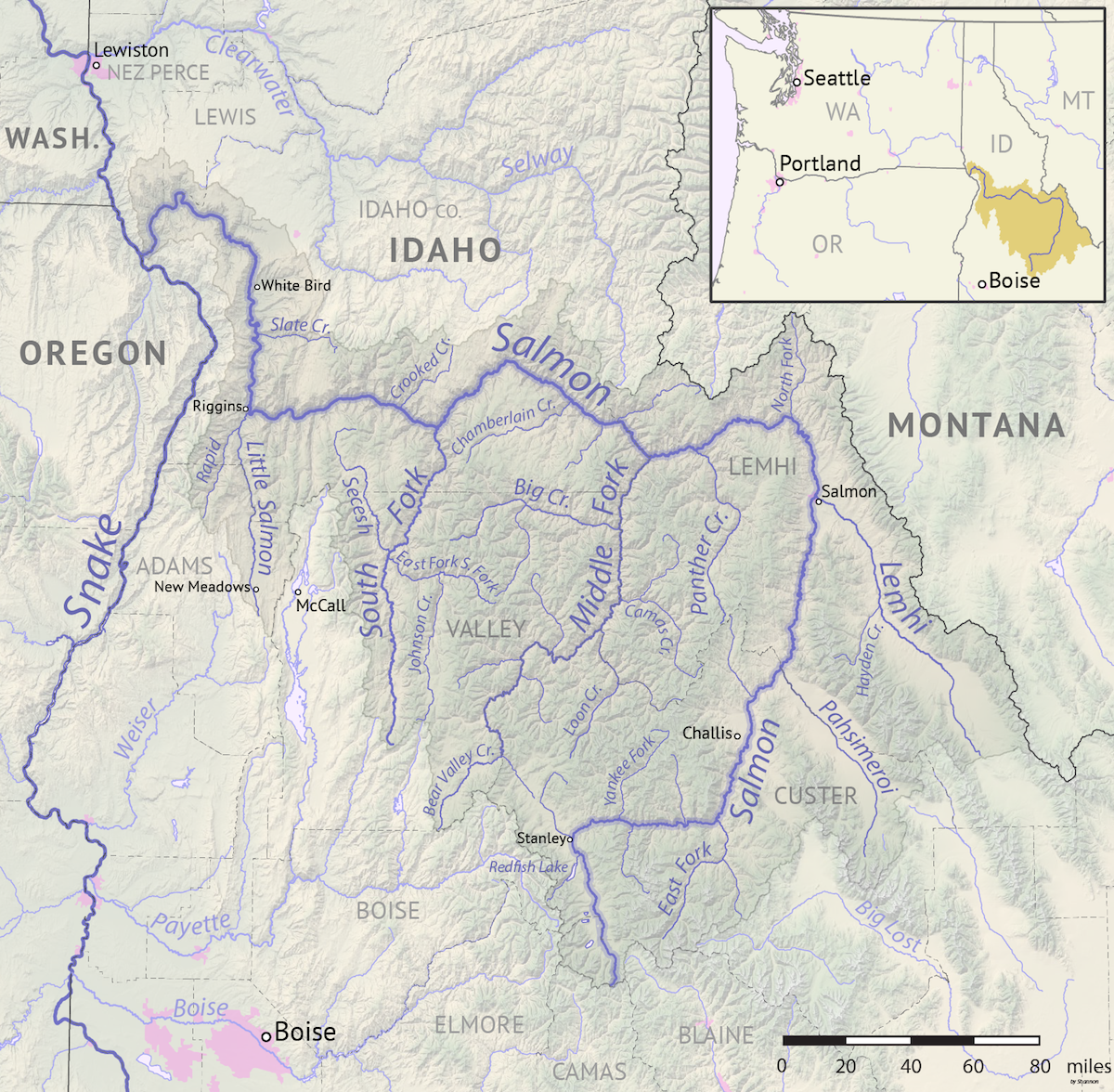
Mapa del río Salmon donde aparece Stanley sobre el curso alto del mismo

Stanley se encuentra ubicada en las coordenadas 44°12′43″N 114°56′8″O / 44.21194, -114.93556. Según la Oficina del Censo de los Estados Unidos, Stanley tiene una superficie total de 1.6 km², de la cual 1.59 km² corresponden a tierra firme y (0.97%) 0.02 km² es agua.

## Demografía
Según el censo de 2010, había 63 personas residiendo en Stanley. La densidad de población era de 39,3 hab./km². De los 63 habitantes, Stanley estaba compuesto por el 100% blancos, el 0% eran afroamericanos, el 0% eran amerindios, el 0% eran asiáticos, el 0% eran isleños del Pacífico, el 0% eran de otras razas y el 0% pertenecían a dos o más razas. Del total de la población el 0% eran hispanos o latinos de cualquier raza.